# Marc Fulvi Nobílior (cònsol 189 aC)
Marc Fulvi Nobílior (llatí: Marcus Fulvius M. f. Ser. n. Nobilior) va ser un magistrat romà net de Servi Fulvi Petí. Formava part de la gens Fúlvia i portava el cognomen de Nobílior.
Va ser edil curul l'any 195 aC i pretor el 193 aC, obtenint seguidament Hispània Ulterior com a província i rang de procònsol. Va estar-se a Hispània dos anys i va lluitar amb força èxit contra la resistència de les nacions peninsulars, destacant una victòria sobre els exèrcits units dels vacceus, tectons i celtibers prop de Toletum. El rei Hilern va ser fet presoner i van ocupar Toletum (és la primera vegada que es menciona aquesta ciutat en la història). Va tornar a Roma el 191 aC i va rebre una ovació.
L'any 189 aC va ser elegit cònsol junt amb Gneu Manli Vulsó i se li va encarregar la direcció de la guerra contra la Lliga Etòlia. Va conquerir Ambràcia i va obligar els etolis a demanar la pau que els va ser concedida en condicions favorables. Una mica després l'illa de Cefal·lènia exclosa de la pau, es va haver de sotmetre a Roma. L'any següent va governar Grècia com a procònsol, i al seu retorn a Roma el 187 aC va celebrar un esplèndid triomf. L'any 186 aC va exhibir durant deu dies els jocs que havia promès durant la guerra, els més magnífics mai vistos. Hi va haver venationes de lleons i panteres, i es van fer per primera vegada competicions d'atletes. Es va aixecar una estàtua als cònsols conqueridors d'Etòlia a Tusculum ciutat originària dels Fulvis, que es conserva.
L'any 179 aC va ser censor junt a Marc Emili Lèpid, que era pontífex màxim i amb el que havia estat barallat, però es van reconciliar per l'ocasió i van exercir el càrrec amb força acord. Van executar algunes obres públiques mencionades per Titus Livi. Va erigir un temple a Hèrcules i les Muses al circ Flamini, indicant que l'estat s'hauria d'ocupar de les arts,i el va adornar amb estàtues i pintures obtingudes a Grècia.
Va ser patró del poeta Enni (que el va acompanyar a Etòlia) i era un dels defensors de la literatura grega i del refinament de la cultura grega. Cató el Censor li va retreure que donàs corones als soldats per fets que no la mereixien i l'anomenà mobilior ('inconstant') en lloc de nobilior.
Va deixar dos fills que van ser consols (Marc Fulvi Nobílior II i Quint Fulvi Nobílior). Era germanastre (per part de mare) de Gai Valeri Leví, que el va acompanyar a Etòlia i que va ser cònsol l'any 176 aC.